# 中央町 (取手市)
中央町（ちゅうおうちょう）は、茨城県取手市の地名。2010年10月1日現在の人口は0人。郵便番号302-0014。

## 地理
取手市南部に位置する。JR東日本・関東鉄道取手駅を中心とした地域。ほとんどを駅及び鉄道用地が占める。北は白山、台宿、東から南にかけて取手、西は新町に隣接する。

## 小・中学校の学区
市立小・中学校に通う場合、学区は以下の通りとなる。
| 地域 | 小学校     | 中学校         |
| ---- | ---------- | -------------- |
| 全域 | 取手小学校 | 取手第一中学校 |

## 施設
- ボックスヒル取手店
- 取手警察署取手駅前交番
- 常陽銀行 取手西支店

## 交通
- JR東日本常磐線・関東鉄道 - 取手駅